# Vincenz Pall von Pallhausen
Vincenz Pall von Pallhausen (* 22. Januar 1759 in Freising; † 9. August 1817 in München) war ein bayerischer Beamter, Archivar und Historiker.
Pallhausen besuchte die Schule und das Lyzeum in Freising und trat 1799 als Novize in das Benediktinerkloster am Tegernsee ein, das er jedoch bald verließ. Er beendete seine Ausbildung in München und wurde 1785 als geheimer Kanzlist angestellt, 1792 geheimer Registrator in der Staatsregistratur und als Edler von Pallhausen in den Adelsstand erhoben. 1797 nahm er als Registrator der bayerischen Gesandtschaft am Rastatter Kongress teil. Nach dessen Ende 1799 wurde er geheimer Staatsarchivar und in Anerkennung seiner historischen Arbeiten Mitglied der Akademie der Wissenschaften.
Neben einigen geschichtlichen Lese- und Schulbüchern verfasste er eine Schrift über „Garibald, ersten König Bojoariens“, die ihn in eine literarische Fehde mit Karl Heinrich von Lang verwickelte, in der er Vertreter der altbairischen Autochthonen in der Auseinandersetzung zwischen Altbaiern und neubayerischen Schwaben und Franken wurde. Seine These vom keltischen Ursprung der Baiern, die er mit Zähigkeit unter anderem in seiner „Boioariae Topographia Romano-Celtica“ vertrat, galt zwar schon früh als verschroben, konnte aber (argumentierend mit der Urverwandtschaft mit den als Nachkommen der Kelten geltenden Franzosen) für eine historische Rechtfertigung des Rheinbundes instrumentalisiert werden.
Außerdem war Pallhausen als Erfinder, insbesondere auf dem Gebiet der Drucktechnik und Dampfschifffahrt tätig.

## Schriften
- Abhandlung über die Preisfrage: Waren einst die sämtlichen heutigen Reichsstände in Baiern auch sämtlich baierische Vasallen? |wann und durch welche Veranlassungen sind sie zur unmittelbaren Reichsstandschaft gelangt? (München 1803)
- Denkmal in Stereotypen, den Manen Gutenberg's geweyht (München 1806)
- Garibald, erster König Bojoariens und seine Tochter Theodelinde, erste Königin in Italien, oder die Urgeschichte der Baiern (München 1811)
- Nachtrag zur Urgeschichte der Baiern. München 1815 (Digitalisat).
- Boioariae Topographia Romano-Celtica, oder Baiern, wie es in den ältesten Zeiten war (München 1816)